# Françoise de Graffigny
Françoise d’Issembourg du Buisson d’Happoncourt, Graffigny felesége (Nancy, 1695. február 3. – Párizs, 1758. december 12.) francia író, drámaíró.

## Élete
Fiatalon ment férjhez François Hugues de Graffignyhez, a lotaringiai herceg kamarásához, de házassága nem bizonyult szerencsésnek. Hamarosan különváltak, és 1723-ban hivatalosan is kimondták a házasság felbontását.
Válása után is a herceg udvarában élt. Többször látogatást tett és 1738-ban néhány hónapot töltött Châtelet márkinőnél (Émilie du Châtelet), Voltaire kedvesénél a cireyi várkastélyban, ahol 1734-től Voltaire is éveket töltött. Cirey-ből 1739 tavaszán Párizsba ment és újra felvette a kapcsolatot Richelieu hercegnével – született Élisabeth-Sophie de Lorraine-nel, azaz mademoiselle de Guise-szel –, akinek korábban, Richelieu herceggel kötött házassága előtt az udvarhölgye volt. Támogatása révén új kapcsolatokra tett szert, megismerkedett a párizsi irodalmi élet neves képviselőivel is. Pártfogója, Richelieu hercegné halála (1740) után megpróbált írásai kiadásával is pénzhez jutni. 
Első regényét 1740-ben adta ki, de csak 1747-ben megjelent Lettres d’une péruvienne című könyvével vált híressé a maga korában. Párizsban fényes irodalmi szalont vitt, kiterjedt levelezést folytatott. A dráma területén is működött. Egyik drámai művét: Cénie (öt felvonás Párizs, 1751) Lessing két helyen is ismerteti a Hamburgi dramaturgiában és igen jó drámának nevezi. Ezt 1750-ben nagy sikerrel mutatták be Párizsban, de egy másik színdarabja, a La fille d’Aristide (1758) megbukott. Ugyanabban az évben halt meg.

### Lettres d’une péruvienne
Legismertebb regénye, a Lettres d’une péruvienne (’Egy perui lány levelei’) – levélregény. Montesquieu híres műve, a Perzsa levelek (Lettres persannes) hatására vagy mintájára keletkezett, de sokkal inkább megközelíti a mai regény alakját, mint Montesquieu-nek egészen más céllal írt műve. A 18. században még három kiadásban jelent meg (1749, 1751 és 1798), kiadták olasz (1759), angol (1775), később spanyol (1823) és német (1801) fordításban is.
A könyvnek közvetve magyar vonatkozása is van. 
Kezdetben úgy vélték, hogy épp a Lettres d’une péruvienne lehetett az eredeti forrása Mészáros Ignác második, németből fordított és 1793-ban kiadott regényének: Montier asszonynak a maga leányával el-férjezett *** Mark-grófnéval közlött tanulságos igen jeles és mindenféle úri rendnek nemes mulatására nagyon alkalmatos levelei. Heinrich Gusztáv 1879-ben megjelent cikkében röviden ismertette Françoise de Graffigny regényének tartalmát és megállapította: „e két könyvnek egymáshoz legkisebb köze sincsen.” 

## Fontosabb műveiből
- Nouvelle espagnole, in: Recueil de ces Messieurs, 1745
- Le Fils légitime, dráma három felvonásban, prózában[3]
- La Fièvre d’Azor, 1746
- Lettres d’une Péruvienne, 1747
- Cénie, dráma öt felvonásban, 1750
- La Fille d’Aristide, dráma öt felvonásban, 1758

Voltaire és madame Châtelet magánéletével is foglalkozó könyvét csak 1820-ban adták ki (Vie privée de Voltaire et de Madame du Châtelet), melyet Heinrich Gusztáv „mindenféle mendemondában és kétes értékű hírben gazdag könyv”-ként jellemzett.